# NGC 2195
NGC 2195 je dvojna zvijezda  u zviježđu Orionu. 

## Vanjske poveznice
- SEDS: NGC 2195